# 香港中文大學（深圳）人文社科學院
香港中文大學（深圳）人文社科學院（英語：School of Humanities and Social Sicence, The Chinese University of Hong Kong, Shenzhen，简称HSS），成立于2014年，是香港中文大學（深圳）的隶属学院之一。截至2024年，人文社科学院下辖10个学部，开设有5个本科专业、8个硕士专业及5个博士专业，涵盖语言学、心理学和政治学等学科。除负责专业课程教学外，人文社科学院还负责全校本科生大学核心课程，包括通识教育、中文、英语、体育、基础信息技术应用，以及全校国情教育课程。

## 学术架构

### 学部
- 跨文化交流学科部
- 应用心理学学科部
- 全球与区域研究学科部
- 发展与治理学科部
- 计算社会科学学科部

负责大学公共课程
- 语言教育学科部
- 中国研究学科部
- 通识教育部
- 体育部
- 国情教育部[5][6]

### 研究机构
- 计算社会科学研究院[7]
- 发展与治理研究院[8]
- 中华文化研究院[9]

### 教学与研究设施
- 语言自主学习中心[10]
- 心理学眼动实验室
- 心理学经颅磁刺激（英语：Transcranial magnetic stimulation）实验室
- 心理学功能近红外光谱成像（英语：Functional near-infrared spectroscopy）实验室
- 事件相关脑电实验室
- 情绪识别与测量（英语：Emotion recognition）实验室
- 认知与行为研究实验室
- 心理学儿童行为观测室
- 心理学儿童发展研究实验室
- 语音实验室
- 同声传译实验室[11]

## 管治架构

### 主管人员
- 院长：唐文方教授
- 副院长：
  - 王立弟教授（教学）
  - 陈捷教授（研究生教育、科研）
  - 龚文高教授（公共课教学）
  - 李潇雨教授（学生事务）
- 助理院长：邹婧 教授（学生事务）[12]

### 历任院长
| 屆次 | 姓名        | 任期               | 参考          |
| ---- | ----------- | ------------------ | ------------- |
| 1    | 顾阳 教授   | 2014年-2017年      | [ 13 ] [ 14 ] |
| 2    | 范息涛 教授 | 2017年 - 2020年    | [ 15 ]        |
| 代理 | 郑永年 教授 | 2020年 - 2022年3月 | [ 16 ]        |
| 3    | 唐文方 教授 | 2022年3月 -        | [ 17 ]        |

## 相關爭議

### 開設思想政治課
在建校初期，香港中文大學（深圳）並未開設任何思想政治課程。前港中大校長、港中大（深圳）理事長沈祖堯也承諾将保障學術自由、獨立思考。然而，據英國《金融時報》2018年的報導，自習近平就任中共中央總書記後，明顯加強對高校意識形態領域的管控，開始要求中外合辦大學加強黨建和思想政治工作。《蘋果日報》於2020年9月報導，香港中文大學（深圳）人文社科學院網站刊登廣告招聘思政課講師，教授內容包括毛澤東思想及馬克思主義等，對象為本科生。香港時事評論員劉銳紹對此表示，內地涉意識形態的教育普遍欠缺批判性，目的是思想控制，相信有關課程旨在鞏固及擴大習近平影響力。
根據其官網，港中大（深圳）現時已要求所有自2021年及以后入学的本科生（国际生除外）需修读完国情教育课程才能毕业。目前，人文社科學院已專門成立国情教育部，专门负责「思想道德与法治」、「中国近现代史纲要」、「马克思主义基本原理」、「毛泽东思想和中国特色社会主义理论体系概论」、「习近平新时代中国特色社会主义思想概论」及「形势与政策」等必修课程的教学任务。